# 特定履行
特定履行（Specific Performance）又称继续履行，是普通法系国家的衡平法下的一种补偿措施。它允许法院，强制双方继续履行合同义务。在普通法下，如果被告方拒绝执行合同，原告方只能获得货币补偿，造成了许多情况下，被告方往往愿意利用货币补偿这种形式“买下”合同，而取得更大的利益，所以，货币补偿往往不足以保证公平，这种情况下，特定履行这种衡平法补偿就产生了。
特定履行不是个体所拥有的权利，而是法庭的一种自由裁量权。同时，特定履行是一种专门针对被告方的衡平法补偿措施，不是一种普遍性补偿措施。如果被告方拒绝特定履行，可以被看作藐視法庭而被判入狱。